# Charly Berger (Schauspieler)
Carl Otto Paul „Charly“ Berger (auch Charlie Berger; * 19. November 1881 in Fahrland; † 28. April 1945 in Potsdam) war ein deutscher Schauspieler.
Der Sohn des Schlachters Carl Berger und seiner Frau Anna, geb. Theuerkauff, stieg 1913 ins Filmgeschäft ein und erschien in über 100 verschiedenen Filmen zwischen 1913 und 1945. Im ausgehenden Stumm- und frühen Tonfilm wurde er von Harry Piel sehr häufig mit Nebenrollen in dessen Inszenierungen bedacht.
Charly Berger starb in den letzten Tagen des Zweiten Weltkriegs bei der Einnahme Potsdams durch die Rote Armee.

## Filmografie (Auswahl)
- 1913: S1
- 1913: Die Suffragette
- 1914: Der geheimnisvolle Nachtschatten
- 1915: Der rote Faden
- 1916: Der Weg der Tränen
- 1919: Johannistraum
- 1919: Des Teufels Puppe
- 1920: Die Glücksfalle
- 1920: James Morres
- 1921: Der Fürst der Berge
- 1921: Das Geheimnis der vier Berge
- 1922: Das schwarze Kuvert
- 1923: Der rote Faden
- 1923: Der letzte Kampf
- 1924: Marie d’Amour und ihre Liebhaber
- 1925: Das Geheimnis der alten Mamsell
- 1926: Der schwarze Pierrot
- 1926: Was ist los im Zirkus Beely?
- 1927: Rätsel einer Nacht
- 1927: Sein größter Bluff
- 1928: Die Carmen von St. Pauli
- 1929: Mann gegen Mann
- 1928: Seine stärkste Waffe
- 1929: Die Mitternachts-Taxe
- 1929: Trust der Diebe
- 1929: Männer ohne Beruf
- 1929: Sein bester Freund
- 1930: Achtung! – Auto-Diebe!
- 1930: Er oder ich
- 1931: Schatten der Unterwelt
- 1932: Der Geheimagent
- 1932: Das Schiff ohne Hafen
- 1933: Das häßliche Mädchen
- 1933: Nordpol – Ahoi!
- 1933: Ein Unsichtbarer geht durch die Stadt
- 1934: Konjunkturritter
- 1934: Liebe, Tod und Teufel
- 1935: Artisten
- 1936: Truxa
- 1936: 90 Minuten Aufenthalt
- 1936: Moskau – Shanghai
- 1937: Der Unwiderstehliche
- 1937: Urlaub auf Ehrenwort
- 1938: Die fromme Lüge
- 1938: Rote Orchideen
- 1938: Der unmögliche Herr Pitt
- 1939: Zwölf Minuten nach Zwölf
- 1939: Wir tanzen um die Welt
- 1939: Ein Mann auf Abwegen
- 1939: Ein Robinson
- 1939: Stern von Rio
- 1940: Die letzte Runde
- 1940: Traummusik
- 1941: Ich klage an
- 1941: Heimaterde
- 1942: Die Entlassung
- 1943: Akrobat schö-ö-ö-n
- 1943: Tolle Nacht
- 1943: Ich vertraue Dir meine Frau an
- 1944: Opfergang
- 1944: Solistin Anna Alt
- 1944: Die Brüder Noltenius
- 1944/52: Das Mädchen Juanita